# أنتوني رينولدز
أنتوني رينولدز (بالإنجليزية: Anthony Reynolds)‏ هو مغني وكاتب بريطاني، ولد في 1970 في كارديف في المملكة المتحدة.

## وصلات خارجية
- أنتوني رينولدز على موقع ميوزك برينز (الإنجليزية)
- أنتوني رينولدز على موقع ديسكوغز (الإنجليزية)